# Académie militaire égyptienne
L'Académie militaire égyptienne (arabe : الكلية الحربية) est la plus ancienne et la plus importante académie militaire d'Égypte et d'Afrique du Nord.

## Histoire
La fondation de l'Académie militaire remonte à l'année 1811, lorsque la première école militaire a été mise en place dans la citadelle du Caire, la capitale égyptienne. En 1820, l'École militaire s'installe à Assouan, et en 1908, elle est de nouveau transférée à la caserne militaire de l'El-Abassia dans le El-Koba.
Initialement réservée aux membres de la classe supérieure égyptienne et de la bourgeoisie, l'Académie a changé ses règles d'admission en 1936 pour permettre aux enfants de familles à faibles revenus et de la classe moyenne d'y entrer,.
En mars 1938, le nom de l'école militaire change pour devenir l'Académie militaire. Après la Révolution égyptienne de 1952, l'Académie militaire est installée sur son site actuel et inaugurée par le défunt président égyptien Gamal Abdel Nasser le 3 mars 1955.
L'actuel directeur de l'Académie est le général Esmat Abdul Aziz Murad.

## Mission
L'Académie militaire vise à préparer les cadets à devenir des officiers capables de commander les troupes en temps de paix et de guerre, et dans diverses conditions psychologiques, physiques et morales. Avec une formation scientifique et culturelle approfondie qui permet de s'adapter efficacement aux progrès rapides dans le domaine de la science militaire, les cadets apprennent à maintenir le plus haut niveau d'efficacité au combat de leurs unités. L'académie offre deux types de diplômes :
- Bachelor Degree in Military Sciences
- Military Studies Completion Certificate

L'Académie militaire offre aussi des formations pour obtenir un diplôme d'officiers d'élite afin de servir dans les forces spéciales ou la Thunderbolt School.
Traditionnellement, les diplômés de l'Académie militaire sont commissionnés comme officiers dans l'armée égyptienne. Toutefois, ils peuvent servir dans d'autres branches de la gouvernance égyptienne.

## Anciens étudiants
- Ahmad Ismaïl Ali - Commandant en chef de l'armée égyptienne et ministre de la guerre pendant la guerre du Kippour.
- Omar el-Béchir - 3e président de la République du Soudan.
- Abdel Ghani el-Gamasy - Maréchal égyptien qui a été le commandant en chef des forces armées égyptiennes.
- Khalid Islambouli - Un militaire qui a organisé et exécuté l'assassinat du président égyptien Anouar el-Sadate.
- Hosni Moubarak - 4e président de la République arabe d'Égypte.
- Gamal Abdel Nasser – 1er président de la République d'Égypte.
- Abdul Munim Riad –  Général et chef du personnel des Forces armées égyptiennes. Il commandait les forces jordaniennes en 1967 lors de la guerre des Six Jours.
- Anouar el-Sadate  – 3e président de la République arabe d'Égypte.
- Saad El Shazly – Il a été le chef d'état major des forces armées égyptiennes au cours de la guerre du Kippour.
- Moustapha Fahmi Pacha –  Homme politique égyptien et deux fois Premier ministre de l’Égypte.
- Mourad Mouafi - Directeur du Service de renseignement général égyptien (2011-2012).